# 神理教
神理教（しんりきょう）とは、教祖である佐野経彦（巫部経彦）が、家伝の巫部神道（かんなぎべしんとう）を元に結成した教派神道（神道十三派）のうちの一派である。教祖の佐野経彦の出身地である九州、福岡県の小倉を中心に古神道神理教の教えを展開した。

## 概要
神理教の起源は饒速日命（ニギハヤヒノミコト）からはじまる家系図の巫部系譜にあるとされる。教祖である経彦が、家伝や国学をもとに1880年（明治13年）に神道事務局より神理教会の開設の認可を受ける。1884年（明治17年）に神理教となる。御嶽教に所属したのち、1894年（明治27年）に教派神道の一派として特立公認される。1952年（昭和27年）6月14日より宗教法人法による宗教法人となる。
天之御中主神から天照皇太神までの十八柱神を天在諸神（あめにますもろもろのかみ）として奉斎し、そこから説かれる教理は古くから伝わる教えであるとされる。神理教は、文化庁の分類によれば教派神道の中でも復古神道系に分類される。復古神道系のほかには、富士信仰や御嶽信仰のような霊峰の崇敬から発展した山岳信仰系や、教祖の宗教体験と教えに比重を置く純教祖系があげられる。
九州を中心に信者を増やし明治時代には全国に展開した。経彦は宮家や神道家との交流、また各地で積極的に教理を説き、教勢は全国的に展開した。

## 巫部神道
経彦の父である佐野経勝も神道家であり、経彦は家伝の書と家系図を受け継ぎ、神道を興すという意を継承している。家系図は、饒速日命（ニギハヤヒノミコト）からはじまり、経彦で77代目にあたるとされる。
経彦の『神理教由来記』によれば、以下のような歴史があった。7代目の伊香色雄命が天津言霊（あまつことだま）を明らかにし、吉凶禍福の起こる理を物述べた。9代目の膽昨宿禰（ふくひのすくね）から物部の姓を名乗った。10代目の物部五十言宿禰（いそことのすくね）は五十音の言霊を明らかにし神術に通じ、神字神書を創作したとされる。12代目の物部以美伎（いみき）が、天在諸神をまつり神符を人々に授けて病気を治すと巫部神道の土台ができていった。八十楯（やとたて）の子である兄奇（えくし）は、雄略天皇の病を神術にて治し、巫部の姓を賜り、これが『姓名録』に豊国奇巫（くしかんなぎ）とあるように、豊国における巫部の姓のはじまりとなった。31代目、連麿が家伝の書を書き改め子孫に受け継ぎ、以降の子孫は神主も多く、妖魔や異賊を退治する祈祷、病を治す祈祷を行った。途中、巫部は佐野へ改称したが以前と同じように栄えており、慶安時代にはキリシタン禁制のもとで、相伝された物を没収され調査されたが、ことごとく返却された。父である佐野右七経勝（つねかつ）による巫部の教えを再興するという志を受け継ぎ、佐野経彦は、明治時代に入って布教の制度が大きくなり、神理教会を設立するに至った。

### 巫部系譜
1.饒速日命、2.宇麻志麻知命、3.彦湯支命、4.出雲醜大臣命、5.三見宿称命、6.欝色雄命、7.伊香色雄命、8.十市根命、9.物部膽宿称、10.物部五十琴宿称連公、11.物部伊苣弗連公、12.物部伊美伎連、13.物部奴疑称、14.物部大長谷、15.物部八十楯、16.巫部兄久志宿称、17.巫部宿称大久志、18.巫部久志宇羅、19.巫部伊智宿称、20.巫部速ト宿称、21.巫部大正人、22.巫部大楯、23.巫部言宇羅、24.巫部五十串別、25.巫部朝倉別、26.巫部言立、27.巫部伎与良、28.巫部真人、29.巫部正人、30.巫部小久良麿、31.巫部連麿、32.巫部高石麿、33.巫部龍王麿、34.巫部雄麿、35.巫部金木麿、36.巫部春日麿、37.巫部菊王麿、38.巫部真龍麿、39.巫部真滝、40巫部真圀、41.巫部清圀、42.巫部太郎清氏、43.巫部兵衛尉清根、44.巫部宿称清水、45.巫部三郎清名、46.巫部太郎丸盛名、47.巫部小太郎盛義、48.巫部右衛門介盛門、49.右京介盛平、50.左馬介巫部盛直、51.太郎太夫高光、52.修理太夫高成、53.左馬介巫部高樹、54.大宮司右京介高任、55.左平衛介高重、56.右京介巫部重興、57.大巫正六位大炊介重代、58.左京太夫巫司重年、59.黒頭重樹、60.左馬介巫部重氏、61.左馬介巫部重道、62.右京大巫氏盛、63.左馬大巫重威、64.佐野左衛門重足、65.左京常重、66.左馬、67.徳力権四郎重家、68.徳力左衛門重考、69.佐野仁左衛門重継、70.佐野與左衛門巫部経直、71.三右衛門巫部経之、72.佐野六右衛経隆、73.佐野長三郎経長、74.佐野文七常峯、75.佐野新蔵経嶽、76.佐野右経勝、77.佐野経彦。

## 神理教会の設立
1854年、佐野経彦は国学も学んだ後、家伝の書も受け継いでおり、21歳ではじめての著書『天津皇産霊孝』を著し、これは神道における天津神（あまつかみ）の考察である。このころは皇国医道を業とし、808年に編纂されたの『大同類聚方』（だいどうるいじゅほう）といった書に依拠し日本固有の古医道を目指していたとされる。皇国医道だけでは肉体しか助けられないとし、人心の治癒を意図するようになり国学を唱導し、1875年（明治8年）から1876年には、太政官や内務省に神道に関する著書を献納している。同1875〜76年にはたびたび不思議な夢をみるようになったが、1876年10月16日には遂に日月五行の神々が夢に現れたことをもって、講席を開くことにする。1877年（明治10年）8月、講席を開く。
経彦は1878年（明治11年）には『神理図解』を著し、翌年1月には神道事務局より教導職の教導職試補に申しつけられ、同年中6月30日には教導職の権少講義となり、さらに翌年の1880年（明治13年）7月19日には神理教会の開設が許可されている。
1881〜1882年（明治14〜15年）ころ、経彦は献本、神理教会に教導職試補を増やす許可を得ること、ほかの神道界の人々の考えを知るなどさまざまな目的を持って上京し、京都、伊勢にも寄った。天皇への教書の献呈も叶っている。献本の返礼として神道教導職の総裁であった有栖川宮幟仁親王および熾仁親王から下賜があり、幟仁親王からは神理無敵との筆書きを拝領し、これは現在も神理教本院に掲げられている。すでに神理教会で皇大神を奉祀していたが、伊勢神宮の皇大神宮の正式な分霊を願って、神宮司庁に赴いたが、神宮教会所属でないので規則で分霊できないと断られ、さらに伊勢神宮祭主の久邇宮朝彦親王の指示を仰ぐよう言われ奔走したがこれは遂に叶わなかった。外宮の豊受大神宮については経勝が神託をうけ分霊を奉載している。後に有栖川宮より皇大神の神鏡を賜っている。
経彦は1883年（明治16年）には教導職の大講義となる。なかなか教派としての独立の認可が下りないことから、御嶽教二代管長の鴻雪爪に相談し御嶽教の所属となる、御嶽教では経彦は教導職の大教正まで至る。1894年（明治27年）10月19日には教派神道として独立を公認され経彦が初代管長となる。
1903年（明治36年）には独立十年奉祝祭が開かれ、皇族華族から歌が送られている。
経彦は国学を学んでいたので『古事記』『日本書紀』と言った古典（神典）を重視した。伊勢派と出雲派に分かれた祭神論争に際しても、神道界として協力すべきという見解を示している。加えて、神典の解説にとどまらず、神典の解読から「人の心を和して導く」ことを重視し、神典からなる教説に重きを置いていた。

## 教説と特徴
基本的な教説は『神理図』に説かれており、この図に解説を加えるための著書が『神理図解』である。思想は晩年までほとんど一貫しており、天之御中主神（アメノミナカヌシノカミ）を中心からなる、日と月、世界と人の成り立ちと、こういった神のはたらき（理）を通した人への教えである。先代旧事本紀大成経や竹内文書など、古史古伝的な要素も見られる。

### 祭神
饒速日命から十代目の五十言宿禰に端を発し、天之御中主神から天照皇太神までの十八柱を天在諸神（あめにますもろもろのかみ）として奉斎する。
天之御中主神、高皇産霊神、神皇産霊神、宇摩志阿斯訶備比古遅神、天之常立神、国之常立神、豊雲野神、宇比地邇神、須比智邇神、角杙神、活杙神、大戸之智神、大戸乃辨神、面足神、稜惶根神、伊邪那岐神、伊邪那美神、天照大神、以上十八柱神。
ほかに月夜見神、豊受姫神、経津主神、武甕槌神、大国主神、少彦名神、祓戸大神、野見宿禰命、饒速日命、彦須根大神が祭られている。巫部大祖として忍穂見命を祭る。

### 神理図
『神理図』では、神の司る気があまねく満ち、天地開闢から神々と世界の成り立ちが説明され、子孫間にまたがる善因善果が簡潔に説明される。

### 産土神
産土神（うぶすながみ）の考察である『産須根神考』では、産須根とは人が生まれた根であり、氏神であり氏の神であり、産土であるから地主神でもあり、さかのぼれば神の氏であるから、それが一家の氏となり村や地名の氏となったものもある。現在では、なになに八幡とかなになに天神、あるいは地名をつけているけれどもとはその氏神の古い呼称であるから、産土神として奉るのがいいと説かれていく。

### 宇賀神
『宇賀神本義』では教会内の稲荷は、宇賀御魂（うかのみたま、『日本書紀』の倉稲魂命）、豊宇気毘売（とようけびめ）、宇気母智（うけもち）とされる。伏見稲荷大社や豊受大神宮の祭神でもあり、御饌（みけ）の神である。一生を通じて食物・着物と、この神の恩のないときはないので仰ぎ祭っている。

### 五行神
復古神道系に分類され神典を重視しているにもかかわらず五行説も重視している。教派神道の研究学者である井上順孝によれば、教派神道の中でも経彦は五行説をもっとも取り入れている。

他の流派も含めて習合神道では一般的に、土神＝ハニヤスヒコノカミ・火神＝カグツチノカミ・金神＝カナヤマヒメノカミ・水神＝ミズハノメノカミ・木神＝ククノチノカミを五行神としているが、経彦もこの説を採用している。更にこれに加えて、これら五行神を祖として五色人が発祥したという。

## 組織と展開
北九州市小倉が現在でも中心地である。1877年（明治10年）に講席を開く。

### 教祖時代
神理教会が1880年に許可される。教祖は1881〜1882年に上京、1887年には、山陽、信濃、東京と巡教、1889年には一派独立の願いのために上京、神戸、西京でも巡教する。
独立前の1890年には分教会50、信徒50万人としている。独立後の1894年には、広島、岡山、伊勢、名古屋、北陸にも巡教する。
『内務省統計報告』によれば、教師数は、独立の1894年から500人ほどであったものが1912年には2000人前後で、男性が8割以上を占める。
神理教大本庁に保管された「巫神占免許」の取得者の記録を見ると、第1号は1895年9月17日に任命され、1906年まででは男女比は男性が2割ほど多く、平均すると毎年130人程度が任命されている。
免許取得者を都道府県別にみると、本庁のある北九州周辺と、そこから海路の便の良い瀬戸内海沿岸の山口県、四国、広島県、岡山県であり、港が近くにある地域が多い。神理教の教えを布教する支部教会が多かった。
1906年、教祖死去の時点で、門人約7千人、信徒150万人としている。

### 終戦まで
1906年に教祖の経彦が死去すると、2代目管長に長男である佐野伊豆彦が就任する。2代目管長が1936年（昭和11年）に死去すると、3代目管長に伊豆彦の3男の佐野珍彦（1917年 - 1948年）が就任した。まだ若かったために、伊豆彦の弟である佐野高嶺が3代目管長を補佐している。
教勢の広がり方に鉄道の影響が見られ、以降は四国での教勢は緩やかに減っていく。ほかに比較的多かった岡山県でも減少していくが、京都、大阪、兵庫県では増加していく。北海道にも増えていくが、これは宗教行政上、ほかの組織ないし教団が財政上の優遇などのためより大きな教団に所属したという時代背景がある。「巫神占免許」の免許取得者は、1907年から1945年までの39年間で5342人で、男女は半々である。
1940年（昭和15年）、宗教団体法が制定され神道教派の一派となる。

### 戦後
1946年から1977年まででは次のような特徴がある。戦後は、宗教法人の認可が容易になり、より大きな教団に属している必要性がなくなったため、いくつかの団体が離脱し別の宗教法人となる。ほとんどは教祖没後に支部教会となったものである。1947年（昭和22年）4月12日、宗教法人令による宗教法人になる。1952年（昭和27年）6月14日宗教法人法による宗教法人となる。免許取得者数は、1952年に319名とピークを迎え、以降は年間数10人程度で推移した。
佐野珍彦は1948年に死去する。4代目管長には佐野高嶺の長男である巫部健彦（1926年 - 2006年）が就任した。
1994年、独立百周年大祭。2000年、開教百二十周年大祭。2006年、教祖昇天百周年大祭。

## 教団詳細

### 管長
- 初代管長/教祖 佐野経彦（1834年3月25日 - 1906年10月19日）

- 二代管長 佐野伊豆彦（1868年9月4日 - 1936年10月12日[34]）

1906年（明治39年）就任。経彦の長男、青年から神理教の布教に携り、1884年に教導職試補、1888年教導職権中教正、1899年新大教主。
- 三代管長 佐野珍彦（巫部珍彦。1917年2月3日 - 1948年4月21日[34]）

1936年（昭和11年）就任。伊豆彦の三男、1941年に巫部に改姓、日本大学文学部宗教学科卒業
- 四代管長 巫部健彦（1926年4月9日[35] - 2006年5月[33]）

1948年（昭和23年）就任。珍彦の子供が幼かったため四代管長に就任、皇學館大學入学、宗教法人審議会委員
- 五代管長 巫部祐彦

2006年（平成18年）就任。宗教法人審議会委員

### 信者数
信者31,945人
教師計677人（男293人、女384人)

### 本部
福岡県北九州市小倉南区徳力5丁目10番8号

#### アクセス
- 西鉄バス北九州　「神理教前」バス停下車（本数僅少）
- 北九州モノレール 徳力嵐山口駅下車、北へ徒歩2〜3分

#### 機関紙
会員向けの月刊誌『神理』は、教義や教話、体験談を収載し、創刊は1912年。

### 教会
団体施設計132（教会120、布教所12）。

#### 教会一覧[39]
- 北海道：士別大教会、奈井江不動教会、神徳北海道教会、北門神社。
- 青森県：弘前教会、板柳教会。
- 岩手県：都南教会、雫意思晴山教会。
- 宮城県：玉造教会、仙台教会。
- 福島県：神霊教会。
- 千葉県：木更津教会、高柳分教会。
- 東京都：東京神事執行所。
- 神奈川県：横浜教会。
- 埼玉県：鷲宮教会。
- 静岡県：浜松教会、日月五星教会。
- 富山県：氷見分教会。
- 愛知県：名古屋大教会、瑞穂教会、明誠分教会、神祇分教会、金城分教会、愛知教会、神徳教会、小坂井分教会、久生布教所、大滝教会。
- 岐阜県：誠真教会。
- 三重県：北勢教会、菰野分教会。
- 奈良県：明誠分教会。
- 京都府：太陽教会、洛北教会、伏見稲荷教会。
- 大阪府：播磨教会、大阪教会、茨木神心分教会、さだ分教会、哮が教会、玉光教会、河内教会、末広教会、和田分教会、浅香山稲荷教会、高安教会、寝屋川分教会、泉教会、三栄教会。
- 兵庫県：三原教会、姫路教会、幡陽教会、吉野稲荷神社。
- 岡山県：津山教会、片上布教所、美保教会。
- 鳥取県：国府分教会、満龍教会。
- 島根県：松江教会、津和野分教会。
- 広島県：福山教会、光陽教会、福永教会、山陽教会、仁方分教会、皋布教所。
- 山口県：三宝教会、熊野大教会、川棚分教会、岩ヶ獄教会、神仙巫教会。
- 愛媛県：愛媛教会。
- 高知県：土佐教会、高知布教所。
- 福岡県：高砂分教会、枝光教会、白龍大里教会、宮地嶽教会、目尾分教会、前原教会、大根地教会、瀧見天神教会、三沢分教会、小郡分教会、福岡南教会、志免分教会、北野布教所、三池布教所、瀬高教会、久留米教会、長井布教所、道しるべ教会、上伊田分教会、日月分教会、添田分教会、筑紫大教会、新開分教会、遠賀教会、石槌教会、福島分教会、若葉教会、木町教会、嘉穂教会、下庄教会、柳川教会、甘木教会、鳥塚教会、末広教会、白川教会、鼓道巫神洲太鼓教会、三柱分教会。
- 佐賀県：伊万里教会、西有田分教会、唐房布教所、松浦教会、廣奈留教会、藤津教会、矢川不動院教会。
- 長崎県：佐世保分教会、水之浦教会、本河内分教会、武生水分教会、猿田彦教会、高山布教所、郷ノ浦分教会、𨕫ノ尾布教所、坂本布教所、小菅教会、長崎教会、緑ヶ丘分教会、東彼分教会。
- 大分県：光金稲荷教会、牧口分教会、稲荷宮教会。
- 熊本県：白龍教会、大津教会、山鹿大教会、津奈木教会、津奈木教会、奈良教会。
- 鹿児島県：鹿児島分教会。

### 論文
- 井上順孝「佐野経彦の思想形成」『東京大学宗教学年報』第3号、1896年2月、1-19頁、NAID 120001507093。
- 井上順孝「佐野経彦の巡教体験-上」『神道学』第130号、神道学会、1986年8月、17-36頁、NAID 40001926464。
- 井上順孝「佐野経彦の巡教体験-下」『神道学』第131号、神道学会、1986年11月、37-62頁、NAID 40001926470。
- 井上順孝「佐野経彦・ニコライ問答について」『国學院大學日本文化研究所紀要』第61号、1988年3月、63-84頁、NAID 40001284548。
- 井上順孝「佐野経彦と神理」『国學院大學日本文化研究所紀要』第62号、1988年9月、1-51頁、NAID 110000437968。
- 井上順孝「教派神道の地域的展開とその社会的条件-神理教の事例を中心に」『國學院雜誌』第104巻第11号、2003年11月、342-359頁、NAID 40006159709。
- 井上順孝「教祖没後の神理教の地域的展開」『日本文化と神道』第3号、国學院大學、2006年、39-58頁。
- 井上順孝「戦後社会における神理教の地域的展開」『国學院大學日本文化研究所紀要』第100号、2008年3月、89-109頁、NAID 40016099869。